# Grand Prix Formule 1 van Canada 2015
De Grand Prix Formule 1 van Canada 2015 werd gehouden op 7 juni 2015 op het Circuit Gilles Villeneuve. Het was de zevende race van het kampioenschap.

## Wedstrijdverslag

### Achtergrond

#### DRS-systeem
Voor het DRS-systeem werd, net zoals in 2014, één detectiepunt gebruikt voor twee DRS-zones. Dit detectiepunt lag na bocht 9, waarna voor bocht 12 voor de eerste keer en na bocht 14 voor de tweede keer het DRS-systeem open mocht. Als een coureur bij dit detectiepunt binnen een seconde achter een andere coureur rijdt, mag hij zijn achtervleugel open zetten.

### Kwalificatie
Lewis Hamilton behaalde de pole position door zijn Mercedes-teamgenoot Nico Rosberg te verslaan. Kimi Räikkönen kwalificeerde zich voor Ferrari als derde, voor de Williams van Valtteri Bottas. De Lotus-coureurs Romain Grosjean en Pastor Maldonado kwalificeerden zich als vijfde en zesde, voor de Force India van Nico Hülkenberg. Het Red Bull-duo Daniil Kvjat en Daniel Ricciardo en de andere Force India van Sergio Pérez sloten de top 10 af.

#### Startopstelling
Tijdens de vorige race veroorzaakte Toro Rosso-coureur Max Verstappen een ongeluk met de Lotus van Romain Grosjean. Voor deze aanrijding ontving Verstappen vijf plaatsen straf voor deze race. Verder moest Verstappen ook zijn motor wisselen. Het was zijn vijfde motor van het seizoen, waar er slechts vier motoren toegestaan zijn. Hiervoor kreeg hij nog tien extra startplaatsen straf. Omdat hij niet alle plaatsen in kon leveren, kreeg hij ook een 10 seconden stop-and-go-penalty. Ook Ferrari-coureur Sebastian Vettel kreeg vijf startplaatsen straf vanwege het inhalen van Marussia-coureur Roberto Merhi tijdens een rode vlagsituatie in de derde vrije training. Naast Verstappen moest McLaren-coureur Jenson Button ook zijn vijfde motor gebruiken. Hij stond echter al op de laatste plaats en kreeg hierdoor een drive-through penalty tijdens de race.

### Race
Lewis Hamilton won de race en behaalde zijn vierde overwinning van het seizoen. Nico Rosberg volgde de gehele race op korte afstand van Hamilton en finishte als tweede. Valtteri Bottas behaalde de derde plaats voor Kimi Räikkönen die spinde in de hairpin, waardoor hij zijn derde plaats kwijt raakte. Sebastian Vettel reed een uitstekende inhaalrace vanaf de 18e startplek en kwam als vijfde over de finish, voor de Williams van Felipe Massa op de zesde plaats. Pastor Maldonado behaalde met een zevende plaats zijn eerste punten van het seizoen en was de laatste coureur die niet door de winnaar op een ronde werd gezet. Ondanks een spin nadat Vettel hem licht toucheerde bij het inhalen, eindigde Nico Hülkenberg als achtste, voor Daniil Kvjat. Het laatste punt ging, ondanks een lekke band na een aanrijding met de Marussia van Will Stevens en een straf van vijf seconden die hierop volgde, naar Romain Grosjean.

## Vrije trainingen
- Er wordt enkel de top 5 weergegeven.

| Vrije training 1 | Pos | No | Coureur          | Constructeur         | Tijd     |
| ---------------- | --- | -- | ---------------- | -------------------- | -------- |
| Vrije training 1 | 1   | 44 | Lewis Hamilton   | Mercedes             | 1:16.212 |
| Vrije training 1 | 2   | 6  | Nico Rosberg     | Mercedes             | 1:16.627 |
| Vrije training 1 | 3   | 8  | Romain Grosjean  | Lotus-Mercedes       | 1:17.721 |
| Vrije training 1 | 4   | 27 | Nico Hülkenberg  | Force India-Mercedes | 1:17.871 |
| Vrije training 1 | 5   | 5  | Sebastian Vettel | Ferrari              | 1:17.905 |
| Vrije training 2 | Pos | No | Coureur          | Constructeur         | Tijd     |
| Vrije training 2 | 1   | 44 | Lewis Hamilton   | Mercedes             | 1:15.988 |
| Vrije training 2 | 2   | 5  | Sebastian Vettel | Ferrari              | 1:16.304 |
| Vrije training 2 | 3   | 7  | Kimi Räikkönen   | Ferrari              | 1:16.310 |
| Vrije training 2 | 4   | 6  | Nico Rosberg     | Mercedes             | 1:16.440 |
| Vrije training 2 | 5   | 13 | Pastor Maldonado | Lotus-Mercedes       | 1:16.600 |
| Vrije training 3 | Pos | No | Coureur          | Constructeur         | Tijd     |
| Vrije training 3 | 1   | 6  | Nico Rosberg     | Mercedes             | 1:15.660 |
| Vrije training 3 | 2   | 7  | Kimi Räikkönen   | Ferrari              | 1:16.233 |
| Vrije training 3 | 3   | 8  | Romain Grosjean  | Lotus-Mercedes       | 1:16.772 |
| Vrije training 3 | 4   | 77 | Valtteri Bottas  | Williams-Mercedes    | 1:16.914 |
| Vrije training 3 | 5   | 11 | Sergio Pérez     | Force India-Mercedes | 1:16.993 |

Testcoureurs: geen

## Kwalificatie
| Pos                 | No | Coureur          | Constructeur         | Q1        | Q2       | Q3       | Grid |
| ------------------- | -- | ---------------- | -------------------- | --------- | -------- | -------- | ---- |
| 1                   | 44 | Lewis Hamilton   | Mercedes             | 1:15.895  | 1:14.661 | 1:14.393 | 1    |
| 2                   | 6  | Nico Rosberg     | Mercedes             | 1:15.893  | 1:14.673 | 1:14.702 | 2    |
| 3                   | 7  | Kimi Räikkönen   | Ferrari              | 1:16.259  | 1:15.348 | 1:15.014 | 3    |
| 4                   | 77 | Valtteri Bottas  | Williams-Mercedes    | 1:16.552  | 1:15.506 | 1:15.102 | 4    |
| 5                   | 8  | Romain Grosjean  | Lotus-Mercedes       | 1:15.833  | 1:15.187 | 1:15.194 | 5    |
| 6                   | 13 | Pastor Maldonado | Lotus-Mercedes       | 1:16.098  | 1:15.622 | 1:15.329 | 6    |
| 7                   | 27 | Nico Hülkenberg  | Force India-Mercedes | 1:16.186  | 1:15.706 | 1:15.614 | 7    |
| 8                   | 26 | Daniil Kvjat     | Red Bull-Renault     | 1:16.415  | 1:15.891 | 1:16.079 | 8    |
| 9                   | 3  | Daniel Ricciardo | Red Bull-Renault     | 1:16.410  | 1:16.006 | 1:16.114 | 9    |
| 10                  | 11 | Sergio Pérez     | Force India-Mercedes | 1:16.827  | 1:15.974 | 1:16.336 | 10   |
| 11                  | 55 | Carlos Sainz jr. | Toro Rosso-Renault   | 1:16.611  | 1:16.042 |          | 11   |
| 12                  | 33 | Max Verstappen   | Toro Rosso-Renault   | 1:16.361  | 1:16.245 |          | 19   |
| 13                  | 9  | Marcus Ericsson  | Sauber-Ferrari       | 1:16.796  | 1:16.262 |          | 12   |
| 14                  | 14 | Fernando Alonso  | McLaren-Honda        | 1:17.012  | 1:16.276 |          | 13   |
| 15                  | 12 | Felipe Nasr      | Sauber-Ferrari       | 1:16.968  | 1:16.620 |          | 14   |
| 16                  | 5  | Sebastian Vettel | Ferrari              | 1:17.344  |          |          | 18   |
| 17                  | 19 | Felipe Massa     | Williams-Mercedes    | 1:17.886  |          |          | 15   |
| 18                  | 98 | Roberto Merhi    | Marussia-Ferrari     | 1:19.133  |          |          | 16   |
| 19                  | 28 | Will Stevens     | Marussia-Ferrari     | 1:19.157  |          |          | 17   |
| 107% tijd: 1:21.141 |    |                  |                      |           |          |          |      |
| 20                  | 22 | Jenson Button    | McLaren-Honda        | geen tijd |          |          | Pit  |

## Race
| Pos | No | Coureur          | Constructeur         | Rondes | Tijd/Oorzaak uitval | Grid | Punten |
| --- | -- | ---------------- | -------------------- | ------ | ------------------- | ---- | ------ |
| 1   | 44 | Lewis Hamilton   | Mercedes             | 70     | 1:31:53.145         | 1    | 25     |
| 2   | 6  | Nico Rosberg     | Mercedes             | 70     | +2.285              | 2    | 18     |
| 3   | 77 | Valtteri Bottas  | Williams-Mercedes    | 70     | +40.666             | 4    | 15     |
| 4   | 7  | Kimi Räikkönen   | Ferrari              | 70     | +45.625             | 3    | 12     |
| 5   | 5  | Sebastian Vettel | Ferrari              | 70     | +49.903             | 18   | 10     |
| 6   | 19 | Felipe Massa     | Williams-Mercedes    | 70     | +56.381             | 15   | 8      |
| 7   | 13 | Pastor Maldonado | Lotus-Mercedes       | 70     | +1:06.664           | 6    | 6      |
| 8   | 27 | Nico Hülkenberg  | Force India-Mercedes | 69     | +1 ronde            | 7    | 4      |
| 9   | 26 | Daniil Kvjat     | Red Bull-Renault     | 69     | +1 ronde            | 8    | 2      |
| 10  | 8  | Romain Grosjean  | Lotus-Mercedes       | 69     | +1 ronde            | 5    | 1      |
| 11  | 11 | Sergio Pérez     | Force India-Mercedes | 69     | +1 ronde            | 10   |        |
| 12  | 55 | Carlos Sainz jr. | Toro Rosso-Renault   | 69     | +1 ronde            | 11   |        |
| 13  | 3  | Daniel Ricciardo | Red Bull-Renault     | 69     | +1 ronde            | 9    |        |
| 14  | 9  | Marcus Ericsson  | Sauber-Ferrari       | 69     | +1 ronde            | 12   |        |
| 15  | 33 | Max Verstappen   | Toro Rosso-Renault   | 69     | +1 ronde            | 19   |        |
| 16  | 12 | Felipe Nasr      | Sauber-Ferrari       | 68     | +2 ronden           | 14   |        |
| 17  | 28 | Will Stevens     | Marussia-Ferrari     | 66     | +4 ronden           | 17   |        |
| DNF | 98 | Roberto Merhi    | Marussia-Ferrari     | 57     |                     | 16   |        |
| DNF | 22 | Jenson Button    | McLaren-Honda        | 54     | Uitlaat             | 20   |        |
| DNF | 14 | Fernando Alonso  | McLaren-Honda        | 44     | Uitlaat             | 13   |        |

## Tussenstanden na de Grand Prix

### Coureurs
| Positie | Nummer | Rijder           | Team              | Punten |
| ------- | ------ | ---------------- | ----------------- | ------ |
| 1       | 44     | Lewis Hamilton   | Mercedes          | 151    |
| 2       | 6      | Nico Rosberg     | Mercedes          | 134    |
| 3       | 5      | Sebastian Vettel | Ferrari           | 108    |
| 4       | 7      | Kimi Räikkönen   | Ferrari           | 72     |
| 5       | 77     | Valtteri Bottas  | Williams-Mercedes | 57     |

### Constructeurs
| Positie | Team              | Punten |
| ------- | ----------------- | ------ |
| 1       | Mercedes          | 285    |
| 2       | Ferrari           | 180    |
| 3       | Williams-Mercedes | 104    |
| 4       | Red Bull-Renault  | 52     |
| 5       | Lotus-Mercedes    | 23     |